# ناحیه لا لیبرتاد (السالوادور)
ناحیه لا لیبرتاد (به اسپانیایی: Departamento de La Libertad) یک منطقهٔ مسکونی در السالوادور است که در السالوادور واقع شده‌است. ناحیه لا لیبرتاد ۱٬۶۵۲٫۹ کیلومتر مربع مساحت و ۷۴۷٬۶۶۲ نفر جمعیت دارد.